# Vind
Vind – miasto w Danii, w regionie Jutlandia Środkowa, w gminie Herning.